# Sukorejo (Pardasuka)
Sukorejo is een bestuurslaag in het regentschap Pringsewu van de provincie Lampung, Indonesië. Sukorejo telt 3081 inwoners (volkstelling 2010).